# Rhabdiopteryx navicula
Rhabdiopteryx navicula is een steenvlieg uit de familie vroege steenvliegen (Taeniopterygidae). De wetenschappelijke naam van de soort is voor het eerst geldig gepubliceerd in 1974 door Theischinger.